# Taverniera sericophylla
Taverniera sericophylla es una especie de planta fanerógama perteneciente a la familia Fabaceae. Se encuentra solamente en Yemen en la isla de Socotra.

## Descripción
En el Libro Rojo de Datos (Lucas y Synge 1978) Taverniera sericophylla se clasificó como extinta. Sin embargo, en 1998 fue redescubierta en una llanura costera aislada a unos 15 km de la localidad tipo donde ocupa un estrecho cinturón paralelo con la playa. Más recientemente, se ha encontrado en las colinas secas de las montañas colindantes. Ahora cuenta con un área estimada de ocupación de mucho menos de 20 km². El hecho de no encontrarla en su sitio original sugiere que se ha producido un descenso en su área de ocupación. El nuevo sitio de la costa era, hasta hace poco, inaccesibles por carretera, pero ahora hay una pista de vehículos y hay planes para el desarrollo de la llanura costera, lo que amenazaría seriamente este hábitat costero delicado. Sin embargo, el reciente descubrimiento de la planta reduce mucho la amenaza percibida para esta especie. Sin embargo, es muy apetecible para el ganado y, por tanto, cualquier incremento en el pastoreo en la zona podría dar lugar a que se convierta en peligro crítico de extinción en un corto período de tiempo. Recientemente también ha sido reportado, pero no se ha confirmado, desde Erisil en el noreste de la isla.

## Taxonomía
Taverniera sericophylla fue descrita por Isaac Bayley Balfour y publicado en Proceedings of the Royal Society of Edinburgh 11: 510. 1882.